# 信国公文氏祠
信国公文氏祠，位于中国广东省深圳市深圳市南山区南头古城内，为深圳市的一个市、县级文物保护单位，类型为古建筑，公布时间为1984年9月6日。
信国公文氏祠的历史年代为清代。